# Río del Volcán
El río El Volcán es un curso natural  de agua que se forma de los deshielos del volcán San José en las serranías del Cajón del Maipo, Región Metropolitana de Santiago, Chile y fluye hasta desembocar en el río Maipo.

## Trayecto
Nace de los deshielos del volcán San José, (5821 m) cercano a la frontera con Argentina. En su descenso de fuerte pendiente, se le une la quebrada Morales, donde se encuentra ubicado el poblado de Baños Morales. También pasa por los pueblos de El Volcán, Queltehues, Romeral y finalmente desemboca en el río Maipo a la altura de San Gabriel, juntándose también con el río Yeso (poco antes de llegar a San Gabriel.
Tras su confluencia con el Maipo está ubicada la central hidroeléctrica Queltehues.

## Caudal y régimen
El río tiene una estación fluviométrica en Queltehues, aguas arriba de la junta con el río Maipo, a 1365 m s. n. m., con un área de drenaje de 523 km². 
Para la "Subcuenca Alta del Maipo", el informe de la Dirección General de Aguas concluye:: 70 
Corresponde al área drenada por la parte alta del río Maipo, desde su nacimiento en la cordillera de Los Andes hasta la estación fluviométrica Maipo en El Manzano, incluyendo a sus principales afluentes: río Colorado, río Olivares, río Yeso y río Volcán. En toda esta subcuenca se aprecia un marcado régimen nival, con sus mayores caudales en diciembre y enero, producto de los deshielos cordilleranos. El período de menores caudales se observa en los meses de junio, julio y agosto.

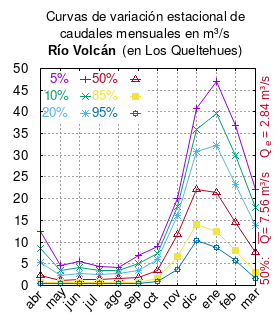
Curva de variación estacional del río Volcán en Los Queltehues.

El caudal del río (en un lugar fijo) varía en el tiempo, por lo que existen varias formas de representarlo. Una de ellas son las curvas de variación estacional que, tras largos periodos de mediciones, predicen estadísticamente el caudal mínimo que lleva el río con una probabilidad dada, llamada probabilidad de excedencia. La curva de color rojo ocre (con {\displaystyle {\color {Red}\vartriangle }}) muestra los caudales mensuales con probabilidad de excedencia de un 50%. Esto quiere decir que ese mes se han medido igual cantidad de caudales mayores que caudales menores a esa cantidad. Eso es la mediana (estadística), que se denota Qe, de la serie de caudales de ese mes. La media (estadística) es el promedio matemático de los caudales de ese mes y se denota {\displaystyle {\overline {Q}}}. 
Una vez calculados para cada mes, ambos valores son calculados para todo el año y pueden ser leídos en la columna vertical al lado derecho del diagrama. El significado de la probabilidad de excedencia del 5% es que, estadísticamente, el caudal es mayor solo una vez cada 20 años, el de 10% una vez cada 10 años, el de 20% una vez cada 5 años, el de 85% quince veces cada 16 años y la de 95% diecisiete veces cada 18 años. Dicho de otra forma, el 5% es el caudal de años extremadamente lluviosos, el 95% es el caudal de años extremadamente secos. De la estación de las crecidas puede deducirse si el caudal depende de las lluvias (mayo-julio) o del derretimiento de las nieves (septiembre-enero).

## Historia
Francisco Solano Asta-Buruaga y Cienfuegos escribió en 1899 en su obra póstuma Diccionario Geográfico de la República de Chile sobre el río:
Volcán (Río del).-—Afluente del Maipo en su parte superior. Tiene nacimiento en el volcán de San José y corre al O. por un cauce ahocinado con rápido y corto curso hasta morir en la derecha de aquel río poco más arriba de donde entra en éste el del Yeso.
Luis Risopatrón lo describe en su Diccionario Jeográfico de Chile de 1924:: 939 
Volcan (Rio del). 33° 50' 70° 05' Es formado por los rios Colina i de El Morado, corre hacia el W en un cauce ahocinado, con rápido curso, con 1 en 18 de pendiente media, atraviesa depósitos calcáreos con enormes yeseras i caolina i se vácia en la márjen E del curso superior del rio Maipo, a corta distancia al S E de la desembocadura del rio de El Yeso; tiene 35 kilómetros de largo, 20 m3 de caudal medio, su hoya es de 550 km' de superficie i en ella brotan dos fuentes termales: una en la quebrada de Morales i otra en la de Los Bañitos. 61, 1850, p. 456, 471 i 472; 62, ii, p. 144; 66, p. 20 i 134; 119, p. 63, 66 i 67; 134; 155, p. 889; i 156; i valle de San Francisco del Volcan en 61, XLVII, p. 358.